# عبدالعلی نظمی
عبدالعلی نظمی سیاست‌مدار ایرانی بود، که در  دوره بیست و سوم  به‌عنوان نماینده پیرانشهر و سردشت در مجلس شورای ملی حضور داشت.